# Phileurus schereri
Phileurus schereri är en skalbaggsart som beskrevs av S. Endrödi 1981. Phileurus schereri ingår i släktet Phileurus och familjen Dynastidae. Inga underarter finns listade i Catalogue of Life.